# Championnat d'Europe du Nord de Formule 4
Le Championnat d'Europe du Nord de Formule 4 ou Championnat de F4 SMP (officiellement : F4 NEZ Championship by SMP Racing) est une compétition automobile de Formule 4.

## Histoire
Après la réforme de la Formule 4 organisée par la Fédération internationale de l'automobile (FIA) en 2013, le championnat d'Europe du Nord de Formule 4 est fondé par les écuries russe SMP Racing et finlandaise Koiranen GP. En 2018, Koiranen se sépare de SMP et organise son propre championnat de F4 : la Formula Academy Finland, laissant SMP et la Fédération russe de sport automobile seules organisatrices du championnat. Le championnat perd sa certification FIA à partir de la saison 2019.
Le championnat utilise des châssis Tatuus F4-T014, propulsés par des moteurs Abarth et équipés de pneumatiques Hankook.

## Palmarès
| Année                               | Vainqueur           | Voiture       |
| ----------------------------------- | ------------------- | ------------- |
| Championnat certifié par la FIA     |                     |               |
| 2015                                | Niko Kari           | Tatuus-Abarth |
| 2016                                | Richard Verschoor   | Tatuus-Abarth |
| 2017                                | Christian Lundgaard | Tatuus-Abarth |
| Championnat non-certifié par la FIA |                     |               |
| 2018                                | Konsta Lappalainen  | Tatuus-Abarth |
| 2019                                | Pavel Bulantsev     | Tatuus-Abarth |